# Краббендейке
Краббендейке (нід. Krabbendijke) — село в нідерландській провінції Зеландія. Входить до муніципалітету Реймерсвал.
Перша згадка про населений пункт датується 1187 роком.

## Галерея

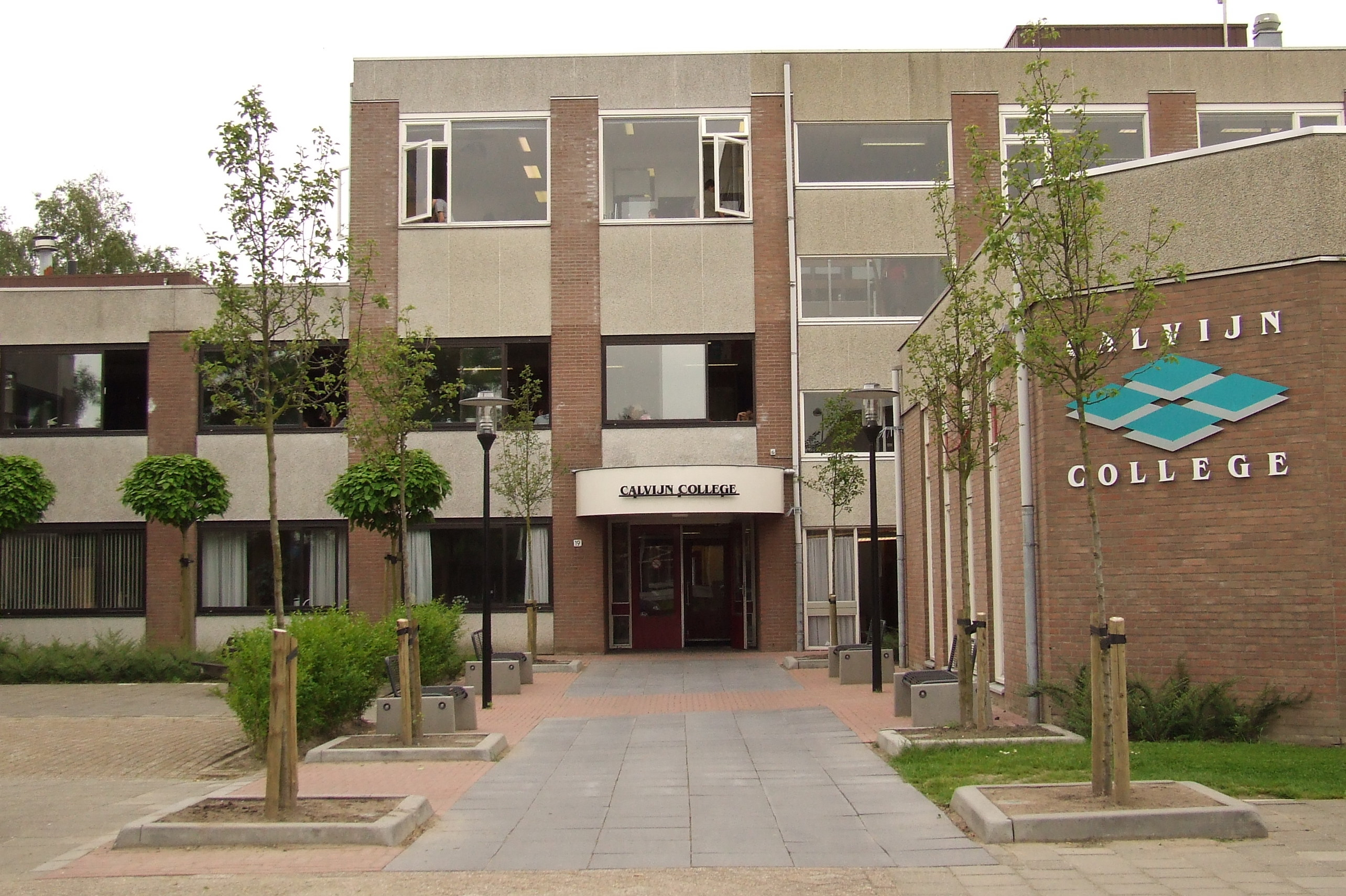
Школа в Краббендейке
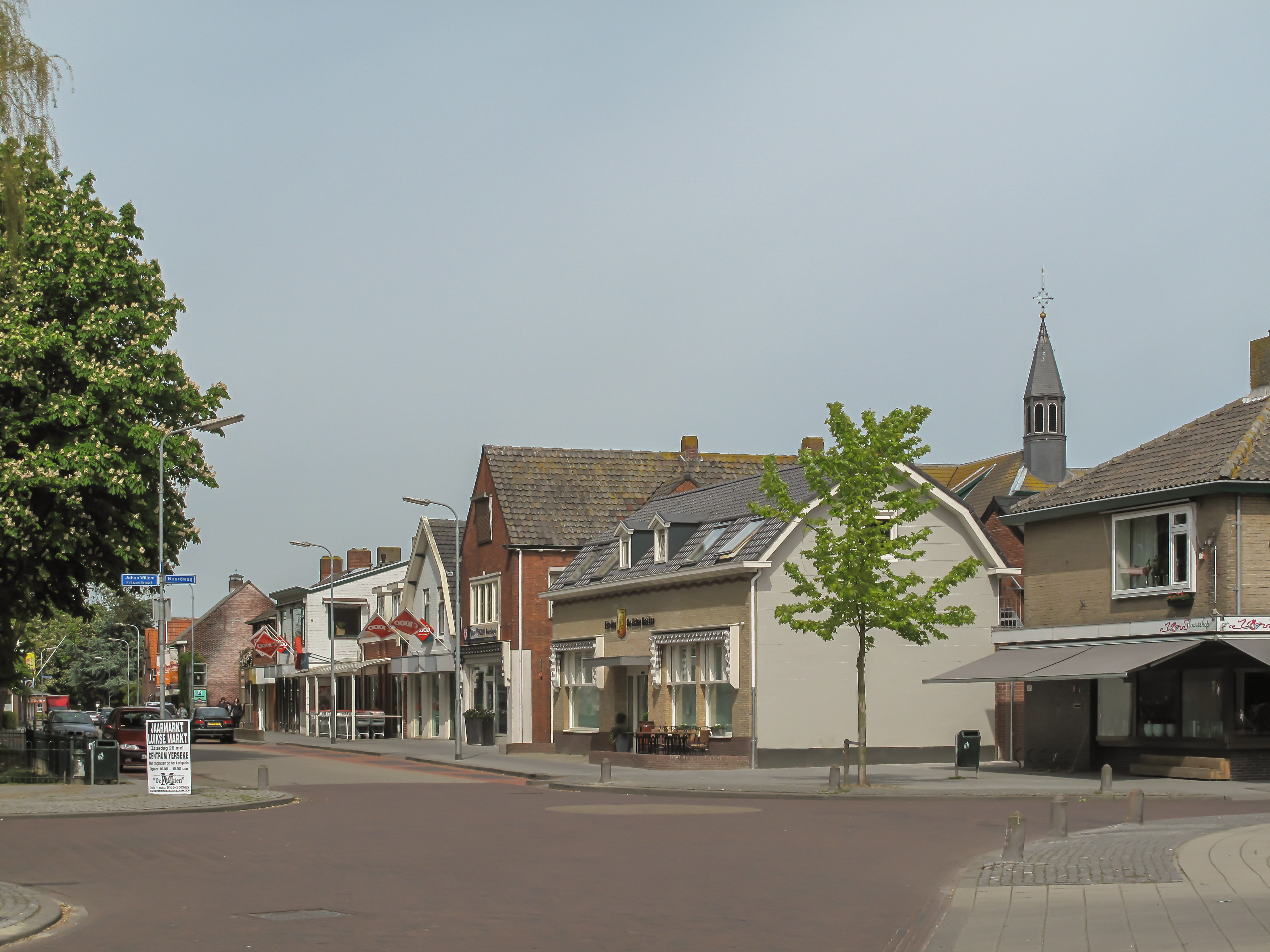
Вулична панорама
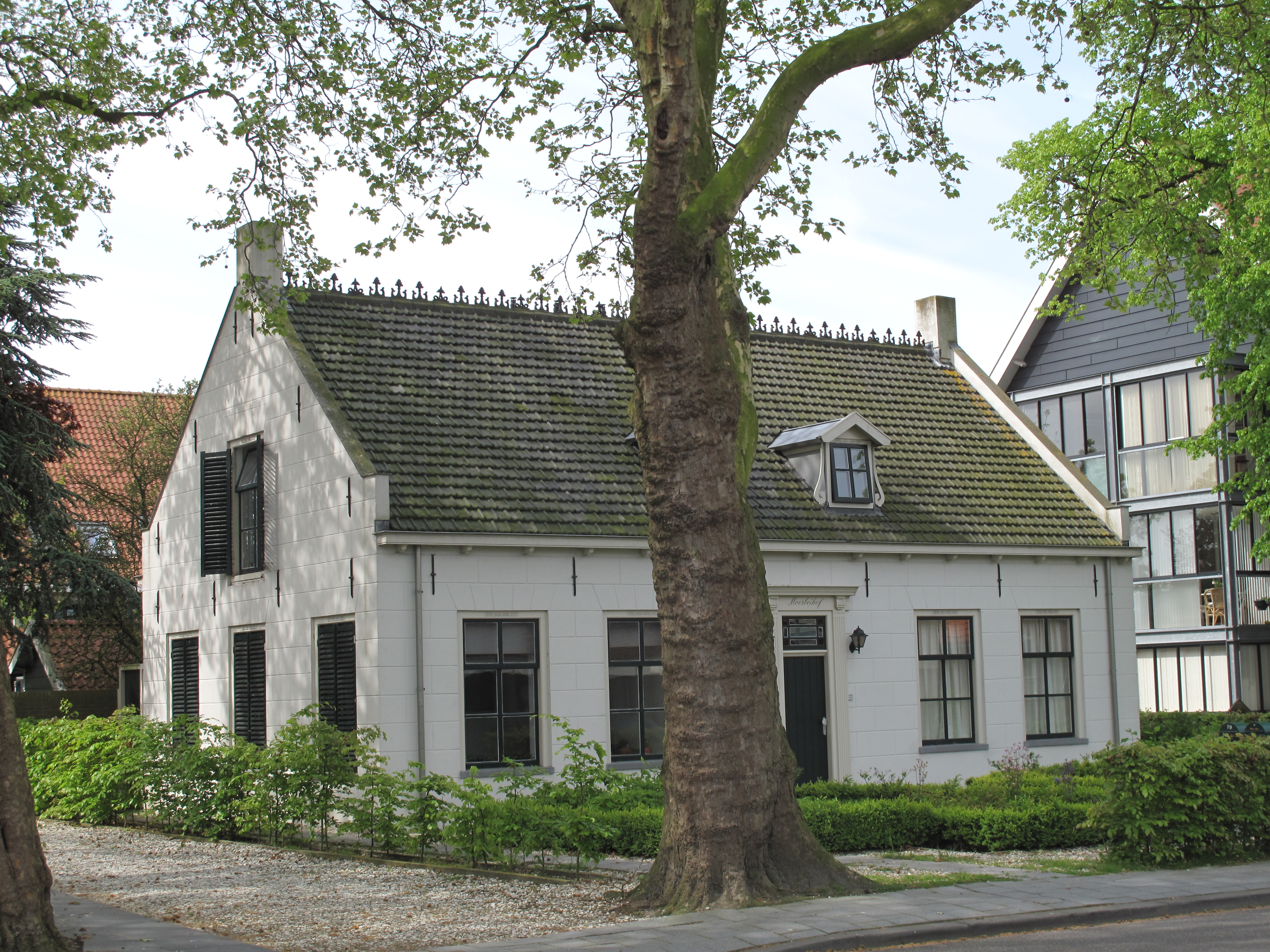
Сільський будинок